# FC Zbrojovka Brno 2022/2023
Tento článek se podrobně zabývá událostmi ve fotbalovém klubu FC Zbrojovka Brno v období sezony 2022/23 a jeho působení ve FORTUNA:LIZE a ligovém poháru. Zbrojovce se v předcházejícím ročníku podařilo postoupit z druhé nejvyšší soutěže a postoupila tak zpět do 1. ligy. V první polovině sezóny sbírala Zbrojovka pravidelně body, ale v jarní fázi soutěže, zejména v nadstavbě o udržení Brno nedokázalo vybojovat potřebný počet bodů, které by znamenaly záchranu. Po roce tak Zbrojovka znovu sestoupila o patro níže do F:NL.

## Klub

### Vlastník
Klub vstoupil do nového ročníku ve stejné majetkové struktuře.

### Realizační tým
Hlavním trenérem byl Martin Hašek, jeho asistentem Jozef Dojčan. Brankářským trenérem Martin Doležal. Sportovním manažerem bylTomáš Požár.
| Post               | Jméno           |
| ------------------ | --------------- |
| Hlavní trenér      | Martin Hašek    |
| Asistent trenéra   | Jozef Dojčan    |
| Trenér brankářů    | Martin Doležal  |
| Vedoucí mužstva    | Libor Došek     |
| Kondiční trenér    | Josef Mlčuch    |
| Hlavní kustod      | Jiří Havlíček   |
| Klubové vedení     |                 |
| Předseda           | Václav Bartoněk |
| Místopředseda      | Aleš Kolář      |
| Místopředseda      | Zdeněk Sklenář  |
| Sportovní manažer  | Tomáš Požár     |
| Ředitel komunikace | Martin Lísal    |

## Soupiska

### A-tým
| Číslo     | Poz.     | Nár.      | Hráč              | Datum narození a věk       | 2022/23  | 2022/23  | 2022/23  | 2022/23  | 2022/23   | Zbrojovka |
| Číslo     | Poz.     | Nár.      | Hráč              | Datum narození a věk       | Z.       | Gól      | A.       |          | Vyloučení | Z.        |
| Brankáři  | Brankáři | Brankáři  | Brankáři          | Brankáři                   | Brankáři | Brankáři | Brankáři | Brankáři | Brankáři  | Brankáři  |
| --------- | -------- | --------- | ----------------- | -------------------------- | -------- | -------- | -------- | -------- | --------- | --------- |
| 40        | B        | Česko     | Vlastimil Hrubý   | 21. února 1985 (40 let)    | 2        | 0        | 0        | 0        | 0         | 2         |
| 53        | B        | Česko     | Martin Berkovec   | 12. února 1989 (36 let)    | 33       | 0        | 0        | 3        | 0         | 68        |
| 71        | B        | Česko     | Jakub Šiman       | 7. ledna 1995 (30 let)     | 4        | 0        | 0        | 0        | 0         | 7         |
| Obránci   |          |           |                   |                            |          |          |          |          |           |           |
| 3         | O        | Benin     | Mohamed Tijani    | 10. července 1997 (27 let) | 13       | 0        | 0        | 2        | 0         | 13        |
| 4         | O        | Česko     | Jan Hlavica       | 17. července 1994 (30 let) | 26       | 0        | 0        | 4        | 0         | 63        |
| 6         | O        | Česko     | Lukáš Endl        | 17. června 2003 (21 let)   | 22       | 0        | 0        | 4        | 1         | 58        |
| 15        | O        | Česko     | Jan Štěrba        | 8. července 1994 (30 let)  | 10       | 0        | 0        | 1        | 0         | 35        |
| 16        | O        | Slovensko | Róbert Matejov    | 5. července 1988 (36 let)  | 15       | 1        | 0        | 0        | 0         | 15        |
| 18        | O        | Česko     | Denis Granečný    | 7. září 1998 (26 let)      | 30       | 0        | 2        | 8        | 0         | 30        |
| 22        | O        | Česko     | Matěj Hrabina     | 29. dubna 1993 (32 let)    | 33       | 0        | 1        | 5        | 0         | 54        |
| 23        | O        | Česko     | Jakub Šural       | 1. července 1996 (28 let)  | 26       | 1        | 0        | 12       | 0         | 137       |
| 24        | O        | Česko     | Josef Divíšek     | 17. července 1994 (30 let) | 15       | 0        | 0        | 2        | 1         | 15        |
| 35        | O        | Česko     | Josef Koželuh     | 15. února 2002 (23 let)    | 9        | 0        | 0        | 0        | 0         | 9         |
| Záložníci |          |           |                   |                            |          |          |          |          |           |           |
| 5         | Z        | Česko     | David Jambor      | 31. ledna 2003 (22 let)    | 1        | 0        | 0        | 0        | 0         | 14        |
| 7         | Z        | Česko     | Ondřej Pachlopník | 14. února 2000 (25 let)    | 17       | 1        | 0        | 3        | 0         | 76        |
| 10        | Z        | Česko     | Šimon Falta       | 24. dubna 1993 (32 let)    | 30       | 0        | 3        | 1        | 0         | 30        |
| 11        | Z        | Česko     | Adam Fousek       | 8. března 1994 (31 let)    | 25       | 1        | 2        | 0        | 0         | 106       |
| 13        | Z        | Česko     | Jiří Texl         | 3. ledna 1993 (32 let)     | 36       | 2        | 2        | 4        | 0         | 81        |
| 17        | Z        | Nigérie   | Wale Musa Alli    | 31. prosince 2000 (24 let) | 38       | 4        | 6        | 3        | 0         | 38        |
| 19        | Z        | Česko     | Michal Ševčík     | 13. srpna 2002 (22 let)    | 37       | 10       | 8        | 2        | 0         | 71        |
| 21        | Z        | Česko     | Filip Blecha      | 16. července 1997 (27 let) | 25       | 1        | 0        | 2        | 0         | 36        |
| 25        | Z        | Česko     | Jakub Nečas       | 26. ledna 1995 (30 let)    | 18       | 2        | 0        | 1        | 0         | 32        |
| 27        | Z        | Česko     | Filip Souček      | 18. září 2000 (24 let)     | 23       | 1        | 1        | 5        | 1         | 23        |
| 34        | Z        | Česko     | Ota Kohoutek      | 23. května 2003 (21 let)   | 0        | 0        | 0        | 0        | 0         | 12        |
| 78        | Z        | Česko     | Oldřich Pragr     | 25. května 2003 (21 let)   | 0        | 0        | 0        | 0        | 0         | 2         |
| Útočníci  |          |           |                   |                            |          |          |          |          |           |           |
| 8         | Ú        | Česko     | Lukáš Rogožan     | 22. dubna 1999 (26 let)    | 17       | 1        | 0        | 1        | 0         | 17        |
| 14        | Ú        | Česko     | Jakub Přichystal  | 25. října 1995 (29 let)    | 11       | 2        | 0        | 1        | 0         | 138       |
| 20        | Ú        | Česko     | Jan Hladík        | 22. dubna 1993 (32 let)    | 32       | 0        | 5        | 0        | 0         | 115       |
| 37        | Ú        | Česko     | Jakub Řezníček    | 26. května 1988 (36 let)   | 38       | 21       | 3        | 3        | 0         | 133       |

Poznámky
- Statistiky jsou ze všech soutěžních utkání, tj. z ligy i poháru.
- V posledním sloupci uveden celkový počet odehraných soutěžních zápasů za Zbrojovku v kariéře.
- Kurzívou mají číslo hráči, kteří odešli v průběhu sezony.

## Přestupy

### Přišli do týmu

#### Léto
| Č. | Poz. | Nár.      | Hráč            | Věk | Z týmu            | Do roku | Typ       |
| -- | ---- | --------- | --------------- | --- | ----------------- | ------- | --------- |
| 17 | Z    | Nigérie   | Wale Musa Alli  | 21  | SKU Amstetten     | 2024    | přestup   |
| 24 | O    | Česko     | Josef Divíšek   | 31  | 1. FC Slovácko    | 2024    | přestup   |
| 17 | O    | Slovensko | Róbert Matejov  | 33  | FC Trinity Zlín   | —       | přestup   |
| 40 | B    | Česko     | Vlastimil Hrubý | 37  | FK Jablonec       | 2023    | přestup   |
| 27 | Z    | Česko     | Filip Souček    | 21  | AC Sparta Praha   | 2023    | hostování |
| 10 | Z    | Česko     | Šimon Falta     | 29  | FC Viktoria Plzeň | 2023    | hostování |
| 18 | O    | Česko     | Denis Granečný  | 23  | FC Baník Ostrava  | 2024    | přestup   |
| –  | Ú    | Česko     | Martin Sedlák   | 22  | HS Kroměříž       | –       | přestup   |

#### Zima
| Č. | Poz. | Nár.  | Hráč           | Věk | Z týmu                     | Do roku | Typ                |
| -- | ---- | ----- | -------------- | --- | -------------------------- | ------- | ------------------ |
| 35 | O    | Česko | Josef Koželuh  | 20  | FC Viktoria Plzeň          | 2024    | hostování s opcí   |
| —  | Ú    | Česko | Martin Sedlák  | 22  | SK Hanácká Slavia Kroměříž | —       | návrat z hostování |
| —  | Z    | Česko | Ota Kohoutek   | 19  | 1. SK Prostějov            | —       | návrat z hostování |
| 3  | O    | Benin | Mohamed Tijani | 25  | FC Viktoria Plzeň          | 2023    | hostování          |

### Odešli z týmu

#### Léto
| Č. | Poz. | Nár.      | Hráč              | Věk | Kam odešel               | Typ           |
| -- | ---- | --------- | ----------------- | --- | ------------------------ | ------------- |
| 27 | Z    | Slovensko | Damián Bariš      | 27  | FK Železiarne Podbrezová | přestup       |
| 29 | Z    | Slovensko | Adrián Čermák     | 29  | SK Líšeň                 | přestup       |
| 24 | Z    | Slovensko | Peter Štěpanovský | 34  | KFC Komárno              | přestup       |
| –  | Z    | Česko     | Ondřej Vaněk      | 32  | SK Dolní Chabry          | přestup       |
| 59 | B    | Česko     | Jiří Floder       | 25  | MFK Chrudim              | přestup       |
| –  | Ú    | Česko     | Martin Sedlák     | 22  | HS Kroměříž              | hostování     |
| –  | Z    | Česko     | Marek Mach        | 21  | 1. SK Prostějov          | —             |
| 7  | Z    | Česko     | Pavel Zavadil     | 44  | —                        | konec kariéry |
| 34 | Z    | Česko     | Ota Kohoutek      | 19  | 1. SK Prostějov          | hostování     |
| 5  | Z    | Česko     | David Jambor      | 19  | MFK Vyškov               | hostování     |

#### Zima
| Č. | Poz. | Nár.  | Hráč             | Věk | Kam odešel       | Typ              |
| -- | ---- | ----- | ---------------- | --- | ---------------- | ---------------- |
| 14 | Z    | Česko | Jakub Přichystal | 27  | SK Sigma Olomouc | přestup          |
|    | Ú    | Česko | Martin Sedlák    | 22  | B-tým            | přesun do B-týmu |
|    | Z    | Česko | Ota Kohoutek     | 19  | B-tým            | přesun do B-týmu |

## Zápasy v sezoně 2022/23

### Souhrn působení v soutěžích
| Soutěž       | Fáze startu | Momentální pozice/ kolo | Konečná pozice/ kolo | První zápas       | Poslední zápas  |
| ------------ | ----------- | ----------------------- | -------------------- | ----------------- | --------------- |
| Fortuna:Liga | —           | —                       | 16. místo            | 30. července 2022 | 28. května 2023 |
| MOL Cup      | 2. kolo     | —                       | Čtvrtfinále          | 14. září 2022     | 1. března 2023  |

### Letní přípravné zápasy
Zdroj: fczbrno.cz
| Datum        | Soupeř                   | Místo        | Výsledek | Střelci Zbrojokvy                                                         |
| ------------ | ------------------------ | ------------ | -------- | ------------------------------------------------------------------------- |
| 18/ 06/ 2022 | FC Dosta Bystrc-Kníničky | Bystrc       | 6-0      | 27' Prágr, 36' Řezníček, 43' Blecha, 47' Fousek, 49' Kohoutek, 73' Hladík |
| 25/ 06/ 2022 | FK Železiarne Podbrezová | Červeník     | 2-4      | 44' (pen.) Blecha, 88' Přichystal                                         |
| 02/ 07/ 2022 | ŠK Slovan Bratislava     | Srbská, Brno | 2-2      | 37' (pen.) Hladík, 57' Musa Alli                                          |
| 09/ 07/ 2022 | SK Sturm Graz            | Weiz         | 0-0      |                                                                           |
| 15/ 07/ 2022 | HS Kroměříž              | Kroměříž     | 1-0      | 51' Fousek                                                                |
| 23/ 07/ 2022 | FC Vysočina Jihlava      | Srbská, Brno | 0-0      |                                                                           |

### Zimní přípravná liga -Tipsport liga

#### Skupina E
| Poř. | Tým               | Z | V | R | P | VG | OG | B |
| ---- | ----------------- | - | - | - | - | -- | -- | - |
| 1.   | FC Zbrojovka Brno | 3 | 3 | 0 | 0 | 7  | 2  | 9 |
| 2.   | AS Trenčín        | 3 | 2 | 0 | 1 | 9  | 5  | 6 |
| 3.   | FC Spartak Trnava | 3 | 1 | 0 | 2 | 3  | 8  | 3 |
| 4.   | FC Trinity Zlín   | 3 | 0 | 0 | 3 | 2  | 6  | 0 |

Vysvětlivky: Z = Zápasy; V = Výhry; R = Remízy; P = Prohry; VG = Vstřelené góly; OG = Obdržené góly; B = Body.

#### Zápasy
| 1. kolo 22. listopadu 2022 | FC Trinity Zlín | 0 – 2 | FC Zbrojovka Brno              | Fotbalový areál Vlastislava Marečka, Zlín |  |  |
| 11:00                      |                 |       | 33' Jan Hladík 56' Jakub Nečas | Diváci: 75 Rozhodčí: Volek                |  |  |
|                            |                 |       |                                |                                           |  |  |

| 2. kolo 25. listopadu 2022 | FC Spartak Trnava  | 1 – 3 | FC Zbrojovka Brno                                   | Národné tréningové centrum Senec, Senec, Slovensko |  |  |
| 10:30                      | Kenneth Ikugar 82' |       | 44' Jan Hladík 48' Jakub Přichystal 74' Jakub Nečas |                                                    |  |  |
|                            |                    |       |                                                     |                                                    |  |  |

| 3. kolo 2. prosince 2022 | AS Trenčín           | 1 – 2 | FC Zbrojovka Brno                | Štadión na Sihoti, Trenčín, Slovensko |  |  |
| 10:30                    | Justen Kranthove 56' |       | 37' Jakub Nečas 59' Filip Blecha | Diváci: 100                           |  |  |
|                          |                      |       |                                  |                                       |  |  |

### Zimní přípravné zápasy
Zdroj: fczbrno.cz
| Datum        | Soupeř                   | Místo  | Výsledek | Střelci Zbrojokvy                             |
| ------------ | ------------------------ | ------ | -------- | --------------------------------------------- |
| 10/ 01/ 2023 | FK Austria Vídeň         | Vídeň  | 4-3      | 20' Ševčík, 45' Hladík, 68' Nečas, 85' Blecha |
| 14/ 01/ 2023 | FK Železiarne Podbrezová | Brno   | 1-2      | 63' Řezníček                                  |
| 20/ 01/ 2023 | ŠK Slovan Bratislava     | Senica | 1-2      | 19' Ševčík                                    |

### FORTUNA:LIGA
Hlavní článek: Fortuna:Liga 2022/2023
| Poř. | Tým                   | Z  | V | R  | P  | VG | OG | B  |
| ---- | --------------------- | -- | - | -- | -- | -- | -- | -- |
| 12.  | FC Baník Ostrava      | 30 | 9 | 8  | 13 | 43 | 42 | 35 |
| 13.  | FK Teplice            | 30 | 8 | 8  | 14 | 38 | 63 | 32 |
| 14.  | FC Zbrojovka Brno (N) | 30 | 8 | 7  | 15 | 40 | 56 | 31 |
| 15.  | FK Pardubice          | 30 | 8 | 4  | 18 | 29 | 58 | 28 |
| 16.  | FC Trinity Zlín       | 30 | 5 | 11 | 14 | 37 | 55 | 26 |

Vysvětlivky: Z = Zápasy; V = Výhry; R = Remízy; P = Prohry; VG = Vstřelené góly; OG = Obdržené góly; B = Body.
Poznámky:
- (N) = nováček (předchozí sezónu hrál nižší soutěž a postoupil)

|  | Sestup do nadstavbové skupiny o sestup |

| Celkem | Celkem | Celkem | Celkem | Celkem | Celkem | Celkem | Celkem | Doma | Doma | Doma | Doma | Doma | Doma | Venku | Venku | Venku | Venku | Venku | Venku |
| Z      | V      | R      | P      | VG     | OG     | GR     | Body   | V    | R    | P    | VG   | OG   | Body | V     | R     | P     | VG    | OG    | Body  |
| ------ | ------ | ------ | ------ | ------ | ------ | ------ | ------ | ---- | ---- | ---- | ---- | ---- | ---- | ----- | ----- | ----- | ----- | ----- | ----- |
| 30     | 8      | 7      | 15     | 40     | 56     | -16    | 31     | 4    | 4    | 7    | 22   | 29   | 16   | 4     | 3     | 8     | 18    | 24    | 15    |

#### Přehled
| 0        | 1 | 2 | 3 | 4 | 5 | 6 | 7 | 8 | 9 | 10 | 11 | 12 | 13 | 14 | 15 | 16 | 17 | 18 | 19 | 20 | 21 | 22 | 23 | 24 | 25 | 26 | 27 | 28 | 29 | 30 |
| -------- | - | - | - | - | - | - | - | - | - | -- | -- | -- | -- | -- | -- | -- | -- | -- | -- | -- | -- | -- | -- | -- | -- | -- | -- | -- | -- | -- |
| Výsledek | D | V | D | V | D | V | D | V | D | V  | D  | V  | V  | D  | V  | D  | V  | D  | V  | D  | V  | D  | V  | D  | V  | D  | D  | V  | D  | V  |
| Pozice   | 8 | 3 | 1 | 8 | 8 | 6 | 7 | 5 | 6 | 6  | 8  | 10 | 8  | 5  | 8  | 11 | 11 | 11 | 11 | 11 | 10 | 11 | 9  | 12 | 12 | 13 | 12 | 13 | 13 | 14 |

##### Podzimní část
| 1. kolo 30. července 2022 | FC Zbrojovka Brno                                             | 2 – 2 | 1. FC Slovácko                                   | ADAX INVEST Arena, Brno        |  |  |
| 16:00                     | Michal Ševčík 21' Jakub Přichystal 32' Falta 61' Granečný 79' |       | 30' Daniel Holzer 79' Hofmann 71' Michal Trávník | Diváci: 8 024 Rozhodčí: Radina |  |  |
|                           |                                                               |       |                                                  |                                |  |  |

| 2. kolo 6. srpna 2022 | SK Sigma Olomouc | 0 – 2 | FC Zbrojovka Brno                                                                   | Andrův stadion, Olomouc          |  |  |
| 16:00                 |                  |       | 20' Jakub Řezníček 36' Texl 42' Přichystal 53' Šural 62' Granečný 70' Michal Ševčík | Diváci: 4 636 Rozhodčí: Szikszay |  |  |
|                       |                  |       |                                                                                     |                                  |  |  |

| 3. kolo 13. srpna 2022 | FC Zbrojovka Brno                                                              | 3 – 1 | FK Mladá Boleslav                                  | ADAX INVEST Arena, Brno        |  |  |
| 16:00                  | Granečný 31' Filip Souček 49' Šural 75' Michal Ševčík 79' Róbert Matejov 90+4' |       | 26' Milan Škoda 38' Suchý 44' Donát 75' Mil. Škoda | Diváci: 6 218 Rozhodčí: Proske |  |  |
|                        |                                                                                |       |                                                    |                                |  |  |

| 4. kolo 9. listopadu 2022                                                                                          | FC Viktoria Plzeň                                                | 4 – 0 | FC Zbrojovka Brno              | Doosan Arena, Plzeň              |  |
| 17:00 | Adam Vlkanova 24' Tomáš Chorý 54', 79' (pen.) Fortune Bassey 89' |       | 72' Šural 77' Endl 88' Rogožan | Diváci: 8 436 Rozhodčí: Všetečka |  |
| Poznámky: Zápas se měl původně odehrát 20. srpna 2022, ale byl na žádost Plzně, která hrála o Ligu mistrů odložen. |                                                                  |       |                                |                                  |  |

| 5. kolo 28. srpna 2022 | FC Zbrojovka Brno    | 0 – 4 | SK Slavia Praha                                                                     | ADAX INVEST Arena, Brno                    |  |  |
| 19:00                  | Hrabina 67' Endl 90' |       | 19' Stanislav Tecl 28' David Douděra 36' (vl.) Jiří Texl 58' Ousou 75' Christ Tiéhi | Diváci: 10 200 (vyprodáno) Rozhodčí: Klíma |  |  |
|                        |                      |       |                                                                                     |                                            |  |  |

| 6. kolo 31. srpna 2022 | FC Baník Ostrava                                      | 1 – 2 | FC Zbrojovka Brno                             | Městský stadion v Ostravě-Vítkovicích, Ostrava |  |  |
| 17:30                  | Šehić 23' Daniel Smékal 60' Sanneh 86' Kuzmanović 90' |       | 66' Ševčík 83' Jakub Řezníček 90' Adam Fousek | Diváci: 7 277 Rozhodčí: Orel                   |  |  |
|                        |                                                       |       |                                               |                                                |  |  |

| 7. kolo 4. září 2022 | FC Zbrojovka Brno                                  | 1 – 2 | Bohemians Praha 1905                           | ADAX INVEST Arena, Brno         |  |  |
| 16:00                | Hrabina 40' Šural 45+3' Michal Ševčík 48' Endl 85' |       | 3' (pen.), 41' David Puškáč 40' Antonín Křapka | Diváci: 5 526 Rozhodčí: Křepský |  |  |
|                      |                                                    |       |                                                |                                 |  |  |

| 8. kolo 10. září 2022 | FC Trinity Zlín                                           | 2 – 3 | FC Zbrojovka Brno | Letná, Zlín                   |  |  |
| 16:00                 | Didiba 49' Jakub Janetzký 68' Youba Dramé 82' Silný 90+6' |       | 19' Jakub Řezníček 27' Řezníček 51' (pen.) Jakub Řezníček 59' (vl.) Joss Didiba 62' Granečný 66' Souček 84' Berkovec | Diváci: 3 209 Rozhodčí: Hocek |  |  |
|                       |                                                           |       | |                               |  |  |

| 9. kolo 17. září 2022 | FC Zbrojovka Brno               | 2 – 2 | FK Teplice                                       | ADAX INVEST Arena, Brno       |  |  |
| 16:00                 | Musa Alli 19' Michal Ševčík 36' |       | 8' Robert Jukl 24', 45+2' Tomáš Kučera 57' Hyčka | Diváci: 4 118 Rozhodčí: Batík |  |  |
|                       |                                 |       |                                                  |                               |  |  |

| 10. kolo 2. října 2022 | FK Jablonec                                            | 3 – 1 | FC Zbrojovka Brno  | Stadion Střelnice, Jablonec nad Nisou |  |  |
| 16:00                  | Jan Chramosta 17', 67' Houska 38' Vladimir Jovović 61' |       | 59' Jakub Řezníček | Diváci: 2 189 Rozhodčí: Všetečka      |  |  |
|                        |                                                        |       |                    |                                       |  |  |

| 11. kolo 8. října 2022 | FC Zbrojovka Brno          | 0 – 4 | AC Sparta Praha                                                                                                | ADAX INVEST Arena, Brno       |  |  |
| 16:00                  | Řezníček 65' Musa Alli 73' |       | 33' (pen.) Ladislav Krejčí 45+3' Jan Kuchta 68' Daněk 75' Mejdr 78' Vitík 82' Ladislav Krejčí 90+9' Jan Kuchta | Diváci: 9 588 Rozhodčí: Hocek |  |  |
|                        |                            |       | |                               |  |  |

| 12. kolo 15. října 2022 | FC Hradec Králové                                              | 2 – 1 | FC Zbrojovka Brno                   | Lokotrans Arena, Mladá Boleslav |  |  |
| 16:00                   | Kodeš 22' Jakub Rada 33' (pen.) Leibl 45+2' Daniel Vašulín 88' |       | 29' Jakub Řezníček 90' Filip Souček | Diváci: 801 Rozhodčí: Petřík    |  |  |
|                         |                                                                |       |                                     |                                 |  |  |

| 13. kolo 22. října 2022 | FK Pardubice                            | 1 – 3 | FC Zbrojovka Brno                                          | Ďolíček, Praha                 |  |  |
| 16:00                   | Černý 23' Dominik Mareš 80' Vlček 90+2' |       | 40', 50', 74' Jakub Řezníček 86' Berkovec 90+2' Pachlopník | Diváci: 877 Rozhodčí: Szikszay |  |  |
|                         |                                         |       |                                                            |                                |  |  |

| 14. kolo 30. října 2022 | FC Zbrojovka Brno                                               | 3 – 0 | FC Slovan Liberec | ADAX INVEST Arena, Brno       |  |  |
| 15:00                   | Souček 45' Jakub Šural 51' Michal Ševčík 59' Jakub Řezníček 72' |       | 70' Kozák M.      | Diváci: 4 511 Rozhodčí: Starý |  |  |
|                         |                                                                 |       |                   |                               |  |  |

| 15. kolo 5. listopadu 2022 | SK Dynamo České Budějovice                                    | 3 – 2 | FC Zbrojovka Brno                                        | Fotbalový stadion Střelecký ostrov, České Budějovice |  |  |
| 15:00                      | Lukáš Havel 45+2' Jan Hlavica 59' (vl.) Jakub Hora 81' (pen.) |       | 70' Michal Ševčík 80' Hlavica 85' Jiří Texl 90+2' Blecha | Diváci: 2 475 Rozhodčí: Nehasil                      |  |  |
|                            |                                                               |       |                                                          |                                                      |  |  |

| 16. kolo 13. listopadu 2022 | FC Zbrojovka Brno                                                 | 2 – 3 | SK Sigma Olomouc                                                    | ADAX INVEST Arena, Brno       |  |  |
| 15:00                       | Souček 27' Jakub Řezníček 34' Musa Alli 55' Ondřej Pachlopník 66' |       | 8' Ondřej Zmrzlý 29' Chvátal 42', 45' Radim Breite 78' Jan Navrátil | Diváci: 4 618 Rozhodčí: Černý |  |  |
|                             |                                                                   |       |                                                                     |                               |  |  |

##### Jarní část
| 17. kolo 28. ledna 2023 | FK Mladá Boleslav                           | 0 – 0 | FC Zbrojovka Brno | Lokotrans Arena, Mladá Boleslav |  |  |
| 15:00                   | Suchomel 45+5' D. Mareček 82' Kubista 90+1' |       | 56' Hrabina       | Diváci: 1 064 Rozhodčí: Batík   |  |  |
|                         |                                             |       |                   |                                 |  |  |

| 18. kolo 5. února 2023 | FC Zbrojovka Brno                           | 1 – 3 | FC Viktoria Plzeň                                                                  | ADAX INVEST Arena, Brno      |  |  |
| 15:00                  | Michal Ševčík 9', 78' Divíšek 75' Šural 80' |       | Hejda 24' N'Diaye 40' Květ 45+2' Pavel Bucha 59' Jan Kopic 69' Adam Vlkanova 90+6' | Diváci: 5 018 Rozhodčí: Orel |  |  |
|                        |                                             |       |                                                                                    |                              |  |  |

| 19. kolo 11. února 2023 | SK Slavia Praha                               | 2 – 0 | FC Zbrojovka Brno               | Fortuna Arena, Praha           |  |  |
| 18:00                   | Lingr 53' Ewerton 58', 80' Mick van Buren 85' |       | 14' Granečný 31' Texl 82' Šural | Diváci: 12 564 Rozhodčí: Starý |  |  |
|                         |                                               |       |                                 |                                |  |  |

| 20. kolo 18. února 2023 | FC Zbrojovka Brno                                      | 2 – 1 | FC Baník Ostrava                                                   | ADAX INVEST Arena, Brno          |  |  |
| 15:00                   | Jakub Řezníček 9', 65' Endl 56' Berkovec 84' Šural 90' |       | 45+1' Pojezný 57' Plavšić 63' Juroška 80' Matěj Šín 90+4' Fleišman | Diváci: 6 814 Rozhodčí: Machálek |  |  |
|                         |                                                        |       |                                                                    |                                  |  |  |

| 21. kolo 25. února 2023 | Bohemians Praha 1905       | 1 – 1 | FC Zbrojovka Brno               | Ďolíček, Praha                   |  |  |
| 15:00                   | Erik Prekop 50' Kadlec 77' |       | 53' Granečný 70' Jakub Řezníček | Diváci: 4 079 Rozhodčí: Všetečka |  |  |
|                         |                            |       |                                 |                                  |  |  |

| 22. kolo 4. března 2023 | FC Zbrojovka Brno                     | 1 – 1 | FC Trinity Zlín                    | ADAX INVEST Arena, Brno        |  |  |
| 15:00                   | Texl 70' Šural 78' Jakub Řezníček 87' |       | 9', 54' Václav Procházka 53' Kozák | Diváci: 4 522 Rozhodčí: Radina |  |  |
|                         |                                       |       |                                    |                                |  |  |

| 23. kolo 12. března 2023 | FK Teplice                            | 1 – 1 | FC Zbrojovka Brno                                      | AGC Aréna Na Stínadlech, Teplice |  |  |
| 15:00                    | Dominik Pleštil 53' Sy 90' Grigar 90' |       | 82' Hlavica 90' Pachlopník 90+6' (pen.) Jakub Řezníček | Diváci: 2 561 Rozhodčí: Szikszay |  |  |
|                          |                                       |       |                                                        |                                  |  |  |

| 24. kolo 19. března 2023 | FC Zbrojovka Brno                                                   | 1 – 2 | FK Jablonec                                                                          | ADAX INVEST Arena, Brno       |  |  |
| 15:00                    | Nečas 2' Wale Musa Alli 40' Mo. Tijani 51' Granečný 79' Šural 90+1' |       | 8' Polidar 15' Hübschman 47' Jan Chramosta 62' Martinec 67' Jakub Považanec 73' Sejk | Diváci: 4 026 Rozhodčí: Batík |  |  |
|                          |                                                                     |       |                                                                                      |                               |  |  |

| 25. kolo 2. dubna 2023 | AC Sparta Praha                                                                          | 3 – 1 | FC Zbrojovka Brno                                    | epet ARENA, Praha               |  |  |
| 16:00                  | Ladislav Krejčí 20' Jan Kuchta 24' Tomáš Wiesner 49' Kairinen 65' Sadílek 89' Jankto 89' |       | 17' Jakub Řezníček 28' Hlavica 52' Divíšek 87' Šural | Diváci: 17 288 Rozhodčí: Radina |  |  |
|                        |                                                                                          |       |                                                      |                                 |  |  |

| 26. kolo 8. dubna 2023 | FC Zbrojovka Brno                | 1 – 2 | FC Hradec Králové                                                    | ADAX INVEST Arena, Brno          |  |  |
| 16:00                  | Wale Musa Alli 19', 90' Texl 26' |       | 26' Kubala 40' Daniel Vašulín 52' Matěj Ryneš 84' Harazim 88' Dvořák | Diváci: 3 155 Rozhodčí: Všetečka |  |  |
|                        |                                  |       |                                                                      |                                  |  |  |

| 27. kolo 16. dubna 2023 | FC Zbrojovka Brno       | 2 – 1 | FK Pardubice                    | ADAX INVEST Arena, Brno      |  |  |
| 16:00                   | Jakub Řezníček 47', 76' |       | 90+3' Ladislav Krobot 75' Pikul | Diváci: 5 025 Rozhodčí: Orel |  |  |
|                         |                         |       |                                 |                              |  |  |

| 28. kolo 23. dubna 2023 | FC Slovan Liberec                                     | 3 – 1 | FC Zbrojovka Brno                   | Stadion U Nisy, Liberec        |  |  |
| 16:00                   | Christian Frýdek 23', 34' Ľubomír Tupta 29' Ghali 88' |       | 45+2' Hlavica 89' (vl.) Ivan Rondić | Diváci: 1 658 Rozhodčí: Petřík |  |  |
|                         |                                                       |       |                                     |                                |  |  |

| 29. kolo 26. dubna 2023 | FC Zbrojovka Brno              | 1 – 1 | SK Dynamo České Budějovice                     | ADAX INVEST Arena, Brno         |  |  |
| 17:30                   | Michal Ševčík 31' Řezníček 38' |       | 35' Čmelík 63' Penner 82', 90+3' Adrián Čermák | Diváci: 4 118 Rozhodčí: Křepský |  |  |
|                         |                                |       |                                                |                                 |  |  |

| 30. kolo 30. dubna 2023 | 1. FC Slovácko         | 1 – 0 | FC Zbrojovka Brno      | Městský fotbalový stadion Miroslava Valenty, Uherské Hradiště |  |  |
| 15:00                   | Petr Reinberk 24', 60' |       | 26' Hrabina 87' Souček | Diváci: 5 224 Rozhodčí: Všetečka                              |  |  |
|                         |                        |       |                        |                                                               |  |  |

#### Skupina o záchranu
| Poř. | Tým               | Z  | V  | R  | P  | VG | OG | B  |
| ---- | ----------------- | -- | -- | -- | -- | -- | -- | -- |
| 11.  | FC Baník Ostrava  | 35 | 11 | 9  | 15 | 53 | 50 | 42 |
| 12.  | FK Teplice        | 35 | 11 | 9  | 15 | 45 | 67 | 42 |
| 13.  | FK Jablonec       | 35 | 10 | 10 | 15 | 49 | 63 | 40 |
| 14.  | FK Pardubice      | 35 | 11 | 4  | 20 | 38 | 63 | 37 |
| 15.  | FC Trinity Zlín   | 35 | 7  | 13 | 15 | 43 | 60 | 34 |
| 16.  | FC Zbrojovka Brno | 35 | 8  | 9  | 18 | 41 | 64 | 33 |

Vysvětlivky: Z = Zápasy; V = Výhry; R = Remízy; P = Prohry; VG = Vstřelené góly; OG = Obdržené góly; B = Body.
|  | Přesun do baráže o udržení             |
|  | Sestup do Fortuna:Národní ligy 2023/24 |

##### Přehled
| 0        | 31 | 32 | 33 | 34 | 35 |
| -------- | -- | -- | -- | -- | -- |
| Výsledek | V  | D  | V  | V  | D  |
| Pozice   | 14 | 14 | 14 | 16 | 16 |

##### Zápasy
| 31. kolo 6. května 2023 | FC Baník Ostrava                                              | 4 – 0 | FC Zbrojovka Brno       | Městský stadion v Ostravě-Vítkovicích, Ostrava |  |  |
| 15:00                   | Cadu 10' Muhamed Tijani 32' Srđan Plavšić 38' Jan Juroška 62' |       | 59' Granečný 74' Tijani | Diváci: 6 117 Rozhodčí: Orel                   |  |  |
|                         |                                                               |       |                         |                                                |  |  |

| 32. kolo 14. května 2023 | FC Zbrojovka Brno | 0 – 2 | FK Pardubice                                                    | ADAX INVEST Arena, Brno          |  |  |
| 15:00                    | Štěrba 77'        |       | 24' Hlavatý 34' Martin Chlumecký 74' Niță 90+5' Ladislav Krobot | Diváci: 5 218 Rozhodčí: Szikszay |  |  |
|                          |                   |       |                                                                 |                                  |  |  |

| 33. kolo 21. května 2023 | FK Jablonec                              | 1 – 0 | FC Zbrojovka Brno | Stadion Střelnice, Jablonec nad Nisou |  |  |
| 15:00                    | Štěpánek 5' Jan Král 28' Ikaunieks 90+3' |       | 90' Hladík        | Diváci: 1 554 Rozhodčí: Radina        |  |  |
|                          |                                          |       |                   |                                       |  |  |

| 34. kolo 24. května 2023 | FK Teplice                              | 1 – 1 | FC Zbrojovka Brno | AGC Aréna Na Stínadlech, Teplice |  |  |
| 19:00                    | Mucha 15' Daniel Fila 58' Vachoušek 58' |       | 17' Jiří Texl     | Diváci: 3 046 Rozhodčí: Starý    |  |  |
|                          |                                         |       |                   |                                  |  |  |

| 35. kolo 28. května 2023 | FC Zbrojovka Brno | 0 – 0 | FC Trinity Zlín | ADAX INVEST Arena, Brno       |  |  |
| 17:00                    |                   |       | 90+4' Dostál    | Diváci: 6 888 Rozhodčí: Berka |  |  |
|                          |                   |       |                 |                               |  |  |

### MOL Cup
Hlavní článek: MOL Cup 2022/23
| 2. kolo 14. září 2022 | FC Slovan Rosice | 0 - 4 | FC Zbrojovka Brno                                                | Sportovní areál FC Slovan Rosice, Rosice |  |  |
| 16:30                 |                  |       | 24' Filip Blecha 31' Jakub Nečas 63' Jiří Texl 69' Lukáš Rogožan | Diváci: 920 Rozhodčí: Volek              |  |  |
|                       |                  |       |                                                                  |                                          |  |  |

| 3. kolo 19. října 2022 | FC SILON Táborsko            | 1 - 2 | FC Zbrojovka Brno                                | Stadion v Kvapilově ulici, Tábor |  |  |
| 15:00                  | David Ledecký 59' Mezera 69' |       | 53' Šural 89' Wale Musa Alli 90+3' Michal Ševčík | Diváci: 605 Rozhodčí: Szikszay   |  |  |
|                        |                              |       |                                                  |                                  |  |  |

| Osmifinále 17. listopadu 2022 | FK Teplice                                                     | 2 - 3 PP | FC Zbrojovka Brno                                                                                 | Na Stínadlech, Teplice          |  |  |
| 17:00                         | Matěj Hybš 10' Alois Hyčka 13', 80' Mareček 43' Tsykalo 120+2' |          | 1', 85' Ondřej Pachlopník 25' Souček 84' Endl 90' Šural 90+3' (pen.), 107', 120+1' Jakub Řezníček | Diváci: 1 389 Rozhodčí: Křepský |  |  |
|                               |                                                                |          |                                                                                                   |                                 |  |  |

| Čtvrtfinále 1. března 2023 | SK Dynamo České Budějovice | 2 - 1 | FC Zbrojovka Brno               | Fotbalový stadion Střelecký ostrov, České Budějovice |  |  |
| 17:00                      | Tomáš Zajíc 19', 43'       |       | 39' Hrabina 90+3' Josef Divíšek | Diváci: 952 Rozhodčí: Hocek                          |  |  |
|                            |                            |       |                                 |                                                      |  |  |

## Statistiky

### Góly
| Gól | Hráč              | Liga | P. |
| --- | ----------------- | ---- | -- |
| 21  | Jakub Řezníček    | 19   | 2  |
| 10  | Michal Ševčík     | 9    | 1  |
| 4   | Wale Musa Alli    | 3    | 1  |
| 2   | Jiří Texl         | 2    | 0  |
| 2   | Ondřej Pachlopník | 1    | 1  |
| 2   | Jakub Nečas       | 0    | 2  |
| 1   | Adam Fousek       | 1    | 0  |
| 1   | Jakub Přichystal  | 1    | 0  |
| 1   | Jakub Šural       | 1    | 0  |
| 1   | Róbert Matejov    | 1    | 0  |
| 1   | Filip Souček      | 1    | 0  |
| 1   | Filip Blecha      | 0    | 1  |
| 1   | Lukáš Rogožan     | 0    | 1  |
| 1   | Josef Divíšek     | 0    | 1  |

### Asistence
| A. | Hráč           | Liga | P. |
| -- | -------------- | ---- | -- |
| 6  | Michal Ševčík  | 6    | 0  |
| 6  | Wale Musa Alli | 6    | 0  |
| 3  | Jakub Řezníček | 3    | 0  |
| 3  | Jan Hladík     | 3    | 0  |
| 2  | Šimon Falta    | 2    | 0  |
| 2  | Adam Fousek    | 2    | 0  |
| 2  | Jiří Texl      | 2    | 0  |
| 1  | Denis Granečný | 1    | 0  |
| 1  | Matěj Hrabina  | 1    | 0  |
| 1  | Filip Souček   | 1    | 0  |

### Čistá konta
| Čisté konto | Hráč            | Liga | P. |
| ----------- | --------------- | ---- | -- |
| 4           | Martin Berkovec | 4    | 0  |
| 1           | Jakub Šiman     | 0    | 1  |

### Žluté karty
|    | Hráč              | Liga | P. |
| -- | ----------------- | ---- | -- |
| 12 | Jakub Šural       | 10   | 2  |
| 8  | Denis Granečný    | 8    | 0  |
| 5  | Matěj Hrabina     | 4    | 1  |
| 5  | Filip Souček      | 4    | 1  |
| 4  | Jiří Texl         | 4    | 0  |
| 5  | Jan Hlavica       | 4    | 0  |
| 4  | Lukáš Endl        | 4    | 0  |
| 4  | Jakub Řezníček    | 3    | 1  |
| 3  | Michal Ševčík     | 3    | 0  |
| 3  | Wale Musa Alli    | 3    | 0  |
| 3  | Martin Berkovec   | 3    | 0  |
| 3  | Ondřej Pachlopník | 2    | 1  |
| 2  | Filip Blecha      | 2    | 0  |
| 2  | Mohamed Tijani    | 2    | 0  |
| 1  | Josef Divíšek     | 1    | 0  |
| 1  | Šimon Falta       | 1    | 0  |
| 1  | Jakub Přichystal  | 1    | 0  |
| 1  | Jan Štěrba        | 1    | 0  |
| 1  | Lukáš Rogožan     | 1    | 0  |
| 1  | Jakub Nečas       | 1    | 0  |
| 1  | Lukáš Rogožan     | 1    | 0  |

### Červené karty
| Vyloučení | Hráč          | Liga | P. |
| --------- | ------------- | ---- | -- |
| 1         | Josef Divíšek | 1    | 0  |
| 1         | Filip Souček  | 1    | 0  |
| 1         | Lukáš Endl    | 0    | 1  |